# Kalle Kerman
Kalle Kerman (Kuopio, 10 febbraio 1979) è un ex hockeista su ghiaccio finlandese.

## Carriera
Di ruolo ala sia destra che sinistra, Kerman crebbe hockeisticamente nel KalPa, con cui ha debuttato in prima squadra nella terza serie finlandese nella stagione 1999-2000.
Ha giocato poi nei massimi campionati finlandese (col SaiPa dal 2002 al 2005, con lo Jokerit per i playoff del 2008 e nella stagione 2008-2009 e col KalPa dal 2009 al 2014) e svedese (col Mora nel 2005-2006 e col Luleå dal 2006 al 2008).
Si è ritirato nell'ottobre del 2014.
Ha vestito anche la maglia della nazionale finlandese in tre edizioni dell'Euro Hockey Tour ed in una del campionato mondiale di hockey su ghiaccio (Svizzera 2009).